# Tetraktys
Die Tetraktys (griechisch τετρακτύς tetraktýs „Vierheit“ oder „Vierergruppe“) ist ein Begriff aus der Zahlenlehre der antiken Pythagoreer. Er spielte in der pythagoreischen Kosmologie und Musiktheorie eine zentrale Rolle, da man in der Tetraktys den Schlüssel zum Verständnis der Weltharmonie sah. 

## Antike Bedeutung
Als Tetraktys bezeichneten die Pythagoreer die Gesamtheit der Zahlen 1, 2, 3 und 4, deren Summe 10 ergibt. Da die Zehn (griechisch δεκάς dekás „Zehnzahl“, „Zehnergruppe“) die Summe der ersten vier Zahlen ist, nahm man an, dass die Vierheit die Zehn „erzeugt“. Der Zehn kam schon durch den Umstand, dass sie bei Griechen und „Barbaren“ (Nichtgriechen) gleichermaßen als Grundzahl des Dezimalsystems diente, eine herausgehobene Rolle zu. Von den Pythagoreern wurde die Zehn überdies, wie Aristoteles berichtet, wegen ihres Zusammenhangs mit der Tetraktys als „etwas Vollkommenes“ betrachtet, das „das ganze Wesen der Zahlen umfasst“. Daher wurde die Zehn auch „heilige Zahl“ genannt.
Die pythagoreische Kosmologie ging von der Annahme aus, dass der Kosmos nach mathematischen Regeln harmonisch geordnet ist. In dieser Weltdeutung war die Tetraktys ein Schlüsselbegriff, da sie die universelle Harmonie ausdrückte. Daher nahmen manche Pythagoreer an, dass es zehn bewegte Himmelskörper geben müsse, obwohl nur neun sichtbar waren – eine Spekulation, die ihnen Aristoteles verübelte.
Die Entdeckung der Weltharmonie wurde Pythagoras von Samos, dem Begründer der pythagoreischen Tradition, zugeschrieben. Daher gab es bei den Pythagoreern eine Eidesformel, die lautete:

„Nein, bei dem, der unserer Seele die Tetraktys übergeben hat, welche die Quelle und Wurzel der ewig strömenden Natur enthält.“

Mit demjenigen, der die Tetraktys übergab, war Pythagoras gemeint.
In den „Goldenen Versen“ (carmen aureum), einem in der Antike und dann erneut in der Renaissance populären Gedicht, das die pythagoreischen Lehren zusammenfasste, steht eine etwas abweichende Fassung der Formel (Verse 47 und 48):

„Ja, bei dem, der unserer Seele die Tetraktys übergeben hat, Quelle der ewig strömenden Natur.“

Tetraktys als gleichseitiges Dreieck – geometrische Repräsentation der vierten Dreieckszahl.

Die Tetraktys wurde mit Zählsteinen (psēphoi) ausgedrückt, indem die vier Zahlen in Form eines gleichseitigen Dreiecks übereinander angeordnet wurden. Auch hierin lag eine Symbolik, da das gleichseitige Dreieck als eine vollkommene Figur galt.
In der Musik stellten die Pythagoreer fest, dass die harmonischen Grundkonsonanzen Quarte, Quinte und Oktave, denen die Zahlenverhältnisse 4:3 (= 8:6), 3:2 (= 9:6) und 2:1 (= 12:6) zugeordnet wurden, mit den vier Zahlen der Tetraktys ausgedrückt werden können, ebenso wie auch zwei weitere Intervalle: die aus Oktave und Quinte bestehende Duodezime (3:1) und die Doppeloktave (4:1). Nur diese fünf Intervalle wurden als symphon anerkannt. Die Undezime (8:3), die nicht in den Rahmen der Tetraktys passt, wurde also aufgrund einer theoretischen Überlegung von den konsonanten Intervallen ausgeschlossen, obwohl sie als konsonant oder zumindest nicht als dissonant wahrgenommen wird. Die Theorie der Tetraktys hatte Vorrang gegenüber der sinnlichen Wahrnehmung. Diese Vorgehensweise wurde von dem empirisch denkenden Musiktheoretiker Ptolemaios kritisiert.
Neben der Gruppe der Zahlen eins bis vier gab es bei den Pythagoreern noch andere bedeutsame Vierergruppen von Zahlen, die ebenfalls Tetraktys genannt wurden. In der Musiktheorie war – wie auch in der Legende von Pythagoras in der Schmiede überliefert ist – die Gruppe 6, 8, 9, 12 besonders wichtig, da diese Zahlen den unveränderlichen Saiten der Lyra (Hypate, Mese, Paramese, Nete) zugeordnet waren. Der Musiktheoretiker Nikomachos von Gerasa bezeichnet diese Gruppe daher als „erste“ Tetraktys, wobei „erste“ rangmäßig zu verstehen ist. Er gibt an, dass die Sechs dem tiefsten Ton, der Hypate, entspricht, die Zwölf dem höchsten, der Nete.
Auch in der Geometrie fand sich mit den vier Elementen Punkt, Linie (Länge), Fläche (Breite) und Körperlichkeit (Tiefe) eine Vierheit, die für die Pythagoreer auf die Tetraktys deutete. Der Punkt wurde der Eins, die Länge der Zwei, die Fläche der Drei und die Körperlichkeit der Vier zugeordnet.
Der jüdische Gelehrte Philon von Alexandria verwendete das Tetraktys-Konzept bei der Kommentierung des Buches Genesis. Er bezog es auf die Erschaffung der Gestirne am vierten Schöpfungstag.

## Mittelalter
Die auf dem Tetraktys-Konzept fußende pythagoreische Konsonanzlehre prägte die mittelalterliche Musiktheorie weitgehend. Die abweichende Auffassung des Ptolemaios war ebenfalls bekannt, da der spätantike Gelehrte Boethius sie im fünften Buch seiner Schrift De institutione musica dargelegt hatte. Die Frage der Einbeziehung der Undezime in die Gruppe der Konsonanzen wurde kontrovers erörtert, wobei die pythagoreische Auffassung, wonach dieses Intervall nicht konsonant ist, überwog.

## Neuzeitliche Rezeption

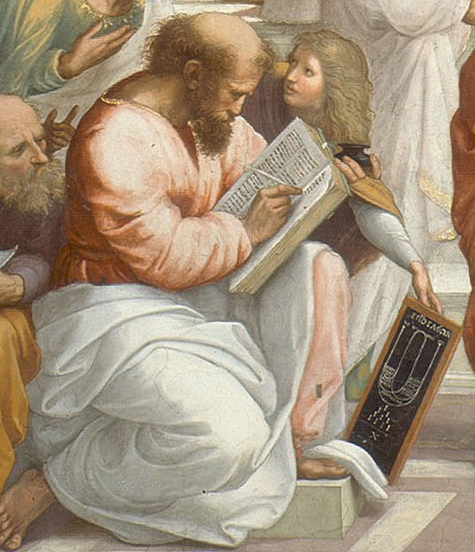
Ein Genius zeigt dem Pythagoras auf einer Schiefertafel die beiden Formen der Tetraktys.

Nikolaus von Kues vertrat in seiner Schrift De coniecturis (1440) die Auffassung, dass in den Zahlen 1, 2, 3 und 4 und ihren Kombinationen alle Harmonie bestehe; er berief sich aber nicht ausdrücklich auf die pythagoreische Tradition. Der Humanist Johannes Reuchlin verglich in seinem 1494 erschienenen Werk De verbo mirifico (Über das Wunder wirkende Wort) das Tetragramm, das den Gottesnamen JHWH darstellt, mit der Tetraktys. Raffael gab sie auf seinem Fresko Die Schule von Athen auf einer Tafel wieder. Auch Johannes Kepler hat sich in seinem 1619 erschienenen Werk Harmonice mundi („Weltharmonik“) mit der Tetraktys befasst.

## Zusammenhang zu pythagoräischen Tripeln
Vom (entarteten) primitiven Tripel (1,0,1) ausgehend bildet eine Tetraktys (von vier Operatoren) jeweils die zur Berechnung aller weiteren primitiven pythagoräischen Tripel (x,y,z) bekannte Wurzel (3,4,5).